# Ca' Grimani
Pour les articles homonymes, voir Grimani.
Ca' Grimani  (« Maison Grimani », le terme Ca’ vient du dialecte vénitien qui signifie « maison »  équivalent du mot casa en italien) est un palais situé à Venise dans le sestiere de San Polo, sur le Campiello del Librer. 

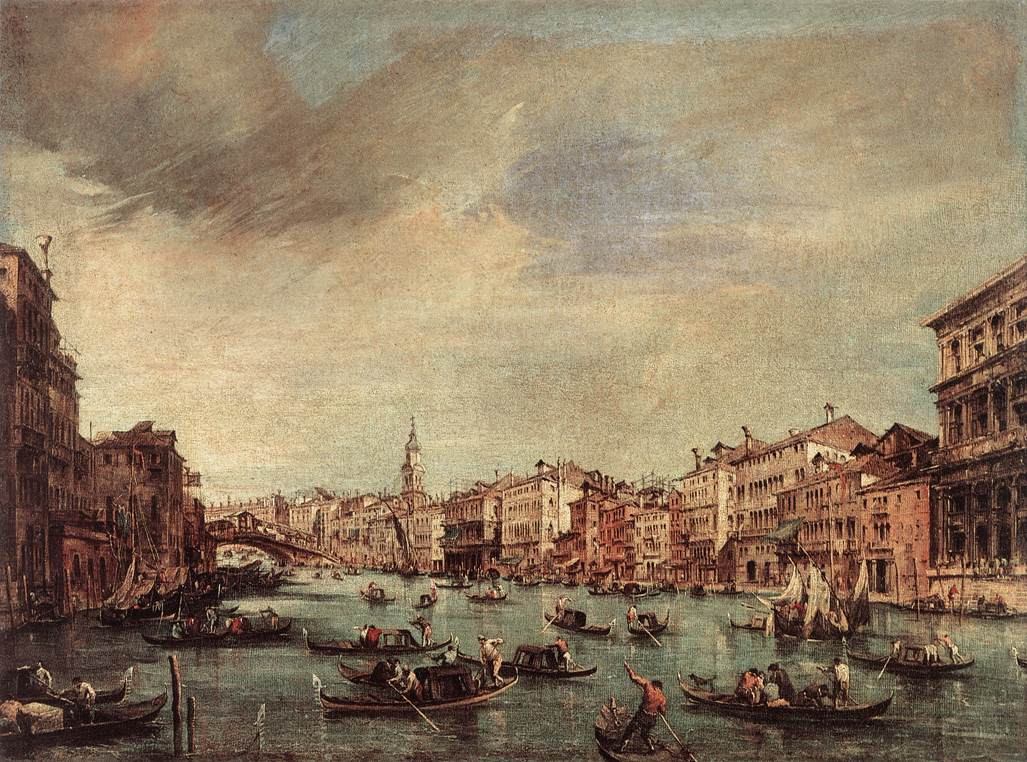
Grand Canal vers le Rialto
avec les Palazzo Grimani et Marin
1756-1760, par Francesco Guardi
Pinacothèque de Brera, Milan